# Greg Bennett
Gregory Sydney Bennett (conocido como Greg Bennett; Sídney, 2 de enero de 1972) es un deportista australiano que compitió en triatlón y duatlón. Está casado con la triatleta estadounidense Laura Reback.
Ganó una medalla de oro en el Campeonato de Oceanía de Triatlón de 1999 y una medalla de plata en el Campeonato Mundial de Duatlón de 2002.

## Palmarés internacional
| Campeonato de Oceanía | Campeonato de Oceanía  | Campeonato de Oceanía | Campeonato de Oceanía |
| Año                   | Lugar                  | Medalla               | Prueba                |
| --------------------- | ---------------------- | --------------------- | --------------------- |
| 1999                  | Mooloolaba (Australia) | Medalla de oro        | Individual            |

| Campeonato Mundial | Campeonato Mundial          | Campeonato Mundial | Campeonato Mundial |
| Año                | Lugar                       | Medalla            | Prueba             |
| ------------------ | --------------------------- | ------------------ | ------------------ |
| 2002               | Alpharetta (Estados Unidos) | Medalla de plata   | Individual         |